# تروي نيومان
تروي نيومان (بالإنجليزية: Troy Newman)‏ هو مغني أسترالي، ولد في 1970، وتوفي في 1997.